# How You Remind Me
Singles de Nickelback
Worthy to Say
(2000) Too Bad
(2002)
Pistes de Silver Side Up
Never Again Woke Up This Morning
How You Remind Me est le premier single du groupe canadien Nickelback, sorti en 2001, issu de l’album Silver Side Up. Une version Gold Mix est sortie pour les dernières éditions dans laquelle les morceaux de guitare les plus forts ont été retirés du refrain. Ce single est le dernier morceau rock à avoir été numéro un du Billboard Hot 100 jusqu'à la chanson de Maroon 5 Makes Me Wonder six ans plus tard. Le leader du groupe, chanteur et guitariste, Chad Kroeger a écrit la chanson sur son ancienne compagne Jodi, avec qui il avait une relation sexuelle dysfonctionnelle. Il fait référence à cette chanson comme celle qui a fait connaître Nickelback. Elle est souvent considérée comme la chanson phare du groupe.
How You Remind Me a été nommé la chanson la plus diffusée sur les stations de radio américaines de la décennie par Nielsen Soundscan, ayant été passée 1,2 million de fois sur les ondes américaines depuis sa sortie en 2001. La chanson a été nommée 4e du classement du Billboard Hot 100 des chansons de la décennie et 75e dans le classement anglais.

## Performance dans les charts et récompenses
Le single est sorti le 11 septembre 2001 et s'est placé en tête du Billboard Hot 100 pendant 4 semaines en 2001. Il s'est également classé 1er dans les classements Mainstream et Modern Rock pendant 13 semaines. La chanson est devenue un succès mondial en se classant 4e du UK Singles Chart au Royaume-Uni et 1er du Irish Singles Chart en Irlande.
En raison des ventes élevées et de la diffusion massive du single, il a été classé comme meilleur single de 2002 par le magazine Billboard. Le single a été certifié disque d'or par la RIAA en 2005 pour plus de 500 000 exemplaires vendus.
La chanson a gagné quatre Billboard Awards, quatre prix Juno et plusieurs récompenses de la part de stations de radio. How You Remind Me a été classée 1re des chansons les plus jouées de 2002 aux États-Unis. How You Remind Me s'est classée première du Billboard Hot 100 de fin d'année en 2002. Elle a également été placée à la 36e position du Top 100 de tous les temps de Billboard.
En 2002, la chanson a été nommée pour le Grammy Award de l'enregistrement de l'année.
VH1 a classé la chanson à la 16e meilleure ballade.
La chanson est le 75e single le plus vendu des années 2000 au Royaume-Uni.
En Allemagne, la chanson est non seulement la mieux classée du groupe dans les charts avec la 3e place atteinte, mais aussi le single à être resté le plus longtemps dans le classement avec un total de trente semaines de présence.

## Clip vidéo
Le clip de How You Remind Me contient des scènes de Nickelback jouant la chanson dans une pièce. Chad Kroeger n'appréciait pas l'idée de jouer la chanson dans un endroit si restreint, préférant une grande scène, mais il a trouvé le résultat réussi.
Dans le clip vidéo, Chad Kroeger joue un homme dont la petite amie (jouée par le top model Annie Henley) l'a quitté mais qui est toujours hanté par son souvenir. Partout où il va, il la voit. Chaque fois qu'il l'imagine, la lumière dans le clip change indiquant un souvenir chaleureux. Tout au long du clip, ils se rapprochent peu à peu, jusqu'à ce qu'ils finissent par s'enlacer. il la repousse et c'est elle qui est à présent hantée par son souvenir.
Une autre version du clip existe et a été jouée sur des chaînes de musique au Royaume-Uni et en Australie. La vidéo montre simplement les images du groupe en train de jouer du clip principal, avec des images de performances live et des vidéos de la tournée du groupe.

## Liste des pistes
CD single
1. How You Remind Me (version album) - 3:45
2. How You Remind Me (acoustique) 3:30
3. Little Friend - 3:48

CD maxi
1. How You Remind Me (Gold Mix) — 3:45
2. How You Remind Me (version LP) – 3:30
3. Little Friend - 3: 48
4. How You Remind Me (vidéo)

## La version d'Avril Lavigne
Une autre version de cette chanson a été enregistrée par la chanteuse franco-canadienne et fiancé de Chad Kroeger, Avril Lavigne pour le 12e film de l'animé One Piece : One Piece Film : Z. Elle a déclaré vouloir donner sa contribution avec deux reprises de chansons, l'autre étant la reprise de Bad Reputation de Joan Jett. Cette version n'a été diffusé au Japon seulement le 11 décembre 2012 en téléchargement légal comme étant la bande originale du film One Piece : Z.

## Sortie
| Pays        | Date de sortie |
| ----------- | -------------- |
| États-Unis  | 21 août 2001   |
| Royaume-Uni | 25 mars 2002   |

## Charts et certifications
| Chart (2001)                              | Meilleure position |
| ----------------------------------------- | ------------------ |
| Charts australiens                        | 2                  |
| Charts autrichiens                        | 1                  |
| Charts belges (Flandres)                  | 2                  |
| Charts belges (Wallonie)                  | 4                  |
| Charts danois                             | 1                  |
| Charts hollandais                         | 7                  |
| Charts finlandais                         | 18                 |
| Charts français                           | 11                 |
| Charts allemands                          | 3                  |
| Charts irlandais                          | 1                  |
| Charts italiens                           | 14                 |
| Charts néo-zélandais                      | 4                  |
| Charts norvégiens                         | 4                  |
| Charts suédois                            | 4                  |
| Charts suisses                            | 3                  |
| Charts anglais                            | 4                  |
| U.S. Billboard Hot 100                    | 1                  |
| U.S. Billboard Hot Adult Top 40           | 2                  |
| U.S. Billboard Hot Mainstream Rock Tracks | 1                  |
| U.S. Billboard Hot Modern Rock Tracks     | 1                  |

| Pays                | Position |
| ------------------- | -------- |
| Australie           | 48       |
| Autriche            | 6        |
| Belgique (Flandres) | 17       |
| Belgique (Wallonie) | 56       |
| Pays-Bas            | 16       |
| France              | 98       |
| Irlande             | 8        |
| Suisse              | 13       |
| Royaume-Uni         | 12       |
| États-Unis          | 1        |

| Pays        | Certification | Date              | Ventes certifiées |
| ----------- | ------------- | ----------------- | ----------------- |
| Australia   | 2 × Platine   | 2001              | 140 000           |
| Autriche    | Or            | 27 septembre 2002 | 15 000            |
| Belgique    | Or            | 23 février 2002   | 20 000            |
| France      | Argent        | 15 janvier 2002   | 125 000           |
| Allemagne   | Or            | 2002              | 150 000           |
| Suisse      | Or            | 2002              | 15 000            |
| Royaume-Uni | Or            | 24 mai 2002       | 400 000           |
| États-Unis  | Or            | 18 novembre 2005  | 500 000           |

## Source
- (en) Cet article est partiellement ou en totalité issu de l’article de Wikipédia en anglais intitulé « How You Remind Me » (voir la liste des auteurs).